# Літопис УПА

Елемент оформлення обкладинок томів «Основної серії» Літопису Української Повстанської Армії

Літопис УПА — видавництво і спільне літературне видання Об'єднання колишніх Вояків УПА США і Канади та Товариств колишніх Вояків УПА ім. генерала Тараса Чупринки в США і Канаді.

## Історія видання
1973 року в Канаді з'явився перший том видавництва «Літопису УПА» — серії книг, у якій публікуються документи і матеріали з історії УПА та Збройного підпілля ОУН.
Початок цьому виданню дали колишні вояки УПА, які в результаті Великого рейду 1947–1949 рр. опинилися в Західній Європі, а опісля в Північній Америці.
Також до спонсорування долучилися інші численні представники націоналістичної еміграції в країнах Заходу, які стояли на позиціях ОУН-революційної.

## Інституції «Літопису УПА» в Україні: видавниче підприємство і благодійний фонд
У 1992 році було створено спільне підприємство «Літопис УПА» у місті Львові, яке згодом було реорганізоване в Товариство з обмеженою відповідальністю (ТзОВ). Воно займається підготовкою, кольпортажем і поширенням Літопису УПА в Україні та за її межами.
Статут СП у формі товариства з обмеженою відповідальністю також підтверджено 17 березня 1993 р. У 1996 році юридична адреса СП стала: пл. Міцкевича, буд. 6/7, м. Львів, 290006. Зміни та доповнення до Статуту СП «Літопис УПА» у формі товариства з обмеженою відповідальністю, № 19354060, реєстраційний № 05031 від 28 лютого 1996 р. У 1998 році СП з обмеженою відповідальністю «Літопис УПА», згідно з діючим законодавством, перетворено на товариство з обмеженою відповідальністю «Літопис УПА» з місцезнаходженням при пл. Міцкевича, 6/7 у Львові. Засновниками ТзОВ стали: видавництво «Літопис УПА» (Корпорація без уділового капіталу) — Канада, благодійний фонд «Літопис УПА» ім. Володимира Макара, та приватні особи В. О. Чорновус, Ю. А. Штендера та Л. Й. Ревонюк.
У 1999 році генеральним директором СП став Леонід Ревонюк, а його заступником — Костянтин Іщик. У 2000 році новим генеральним директором обрана Леся Дук-Грабець.
В серпні 2000 року раду ТзОВ обрано в наступному складі: М. Ріпецький — голова, М. Кулик — заступник голови, К. Іщик та П. Й. Потічний — члени. Членами Ревізійної комісії стали: О. Жигар, В. В'ятрович та В. Мороз.
У 2001 році після розрахунків і щедрої відпускової платні Лесю Дук-Грабець звільнено від обов'язків генерального директора ТзОВ, а Костянтин Іщик залишився Президентом БФ. Пані Л. Коляса залишила посаду бухгалтера. Генеральним директором обрано д-ра І. Гомзяка, а його заступником став Володимир В'ятрович. Заступником К. Іщ ика обрано Івана Шуля. Бухгалтером обох інституцій стала пані Люба Микитій. У 2002 році Генеральним директором переобрано д-ра І. Гомзяка, а його заступником Богдана Столяра.
Представництво благодійного фонду «Літопис УПА» в Україні було утворено не пізніше літа 1997 року, як про це свідчить протокол № 1 Установчих зборів членів Доброчинного фонду «Літопис УПА», від 18 липня 1997 р. Засновниками Доброчинного фонду стали: «Літопис УПА», корпорація без уділового капіталу (Потічний — уповноважений представник) та фізичні особи — А. В. Журахівська, Л. М. Коляса, Л. Й. Ревонюк, В. О. Чорновус, та Ю. А. Штендера. На перших загальних зборах з 5 червня 1998 р. в члени фонду обрано також Р. Кулика. Статут Доброчинного фонду «Літопис УПА» був прийнятий Установчими зборами 18.7.97. і зареєстрований Управлінням юстиції (Свідоцтво № 63,14 серпня 1997).
Зміни в керівництві Благодійного фонду зроблено в 1999 році. Президентом обрано Костянтина Іщика, а його заступником Леоніда Ревонюка. Також в цей час зроблено деякі зміни у статуті. У цьому році В. Чорновуса не обрано до Ревізійної комісії й тим самим він залишився лишень рядовим членом БФ. У 2000 році К. Іщик залишився Президентом Благодійного фонду, а його заступником обрано д-ра І. Гомзяка. К. Іщика знову переобрано у 2001 році, а його заступником — Івана Шуля.
Нові зміни в керівництві пройшли у 2002 році. Президентом тоді обрано В. В'ятровича, а його заступником К. Іщика. На пленумі 24 травня 2002 року, до ради благодійного фонду обрано: М. Ріпецький — заступник, М. Кулик, члени — П. Й. Потічний, Л. Ревонюк, Ірина Камінська, Л. Футала, І. Гомзяк, В. Мороз, К. Іщик. До наглядової ради обрано В. Мороза, Б. Пасічника та Л. Ревонюка. Заступником у 2003 році обраний І. Шуль, а в 2004 р. Микола Посівнич. Останній у 2005 році обраний новим президентом фонду замість В'ятровича.

## Доробок
До 2012 року було видано 100 томів у чотирьох серіях, у яких публікуються документи і матеріали з історії ОУН та УПА. Кожний том або група томів Літопису присвячені окремим темам. Томи з'являються не періодично, а в залежності від підготовки й опрацювання наступних.

### Перша (Основна) серія
Перша (Основна) серія (канадська) має 53 томи. Сюди увійшли переважно секретні документи переправлені з України, що їх рейдуючі частини і спецкур'єри переправили на Захід. Більшість із них походить з Архіву ЗП УГВР. Винятком є томи 6, 7, 21, 22, 48, 53 які базуються на німецьких, польських, чеських і словацьких архівах. Томи — 43, 44, 46, 49, 50 укладені на основі знайденого у 2004 року архіву в с. Озерна Тернопільської області.
- Том 1. Волинь i Полісся. Німецька окупація. Книга перша
- Том 2. Волинь i Полісся. Німецька окупація. Книга друга: Бойові дії УПА
- Том 3. Чорний ліс. Передрук підпільного журналу УПА. Книга перша
- Том 4. Чорний ліс. Передрук підпільного журналу УПА. Книга друга
- Том 5. Волинь i Полісся. Німецька окупація. Книга третя: Спомини учасників
- Том 6. УПА в світлі німецьких документів. Книга перша: 1942 — Червень 1944
- Том 7. УПА в світлі німецьких документів. Книга друга: Червень 1944 — Квітень 1945
- Том 8. Українська Головна Визвольна Рада. Документи, офіційні публікації, матеріяли. Книга перша: 1944—1945
- Том 9. Українська Головна Визвольна Рада. Документи, офіційні публікації, матеріяли. Книга друга: 1946—1948
- Том 10. Українська Головна Визвольна Рада. Документи, офіційні публікації, матеріяли. Книга третя: 1949—1952
- Том 11. Тернопільщина. Список упавших героїв української революції
- Том 12. Третя подільська воєнна округа УПА
- Том 13. Перемищина: Перемиський курінь УПА. Книга перша: Денники відділу 'Бурлаки' (Ударники 4, 94а)
- Том 14. Перемищина: Перемиський курінь УПА. Книга друга: Денники сотні 'Крилача' (Ударники 6, 96а)
- Том 15. Спогади командира відділу особливого призначення
- Том 16. Підпільні журнали Закерзонської України
- Том 17. Англомовні видання українського підпілля
- Том 18. Група УПА 'Говерля'. Книга перша: Звіти та офіційні публікації
- Том 19. Група УПА 'Говерля'. Книга друга: Спомини, статті та видання історично-мемуарного характеру
- Том 20. Покажчик до 'Літопису УПА'. Книга перша: 1-19 томи
- Том 21. УПА в світлі німецьких документів. Книга третя: Червень 1941 — Травень 1943
- Том 22. УПА в світлі польських документів. Книга перша: Військовий суд оперативної групи
- Том 23. Медична опіка в УПА
- Том 24. Ідея i чин. Орган проводу ОУН, 1942—1946. Передрук підпільного журналу
- Том 25. Пісні УПА
- Том 26. Українська Головна Визвольна Рада. Документи, офіційні публікації, матеріяли. Книга четверта: Документи i спогади
- Том 27. За Україну, за її волю. Спогади
- Том 28. Тисяча доріг. Спогади
- Том 29. З юнацьких мрій — у ряди УПА
- Том 30. Крізь сміх заліза. Хроніки
- Том 31. УПА на Львівщині i Ярославщині. Спогади i документи вояків УПА ТВ 'Розточчя' 1943—1947
- Том 32. Медична опіка в УПА. Книга друга
- Том 33. Тактичний відтинок УПА 26-ий
- Том 34. Лемківщина i Перемищина. Політичні звіти. Документи
- Том 35. Покажчик до 'Літопису УПА'. Книга друга: 21-34 томи, 1-3 томи Нової серії, 1-3 томи 'Бібліотека', 'Повстанські могили'
- Том 36. Книга полеглих членів ОУН i вояків УПА Львівщини
- Том 37. На грані мрії i дійсності (спогади підпільника). На грані двох світів (спогади)
- Том 38. Архітектура резистансу: криївки i бункри УПА в радянських документах
- Том 39. Тактичний відтинок УПА 28-й 'Данилів': Холмщина і Підляшшя
- Том 40. Тактичний відтинок УПА 27-й 'Бастіон': Любачівщина, Томашівщина та Ярославщина (Документи та матеріали)
- Том 41. Кирило Осьмак — Президент Української Головної Визвольної Ради
- Том 42. Літопис УПА — Історія. Документи і Матеріали
- Том 43. Боротьба з аґентурою: Протоколи допитів Служби Безпеки ОУН в Тернопільщині 1946—1948. Книга 1
- Том 44. Боротьба з аґентурою: Протоколи допитів Служби Безпеки ОУН в Тернопільщині 1946—1948. Книга 2
- Том 45. Генерал Роман Шухевич — «Тарас Чупринка» Головний Командир УПА
- Том 46. Боротьба з аґентурою: Протоколи допитів Служби Безпеки ОУН в Тернопільщині 1946—1948. Книга 3
- Том 47. Підпільна Пошта України
- Том 48. УПА В СВІТЛІ СЛОВАЦЬКИХ ТА ЧЕСЬКИХ ДОКУМЕНТІВ (1945—1948)
- Том 49. ТЕРНОПІЛЬЩИНА: «Вісті з Терену» та «Вістки з Тернопільщини». 1943—1950. Книга перша (1943—1947)
- Том 50. ТЕРНОПІЛЬЩИНА: «Вісті з Терену» та «Вістки з Тернопільщини». 1943—1950. Книга друга (1948—1950)
- Том 51. Товариство Колишніх Вояків Української Повстанської Армії в Канаді: Історія в «Обіжниках» (1952—1993)
- Том 52. Об'єднання Колишніх Вояків УПА США і Канади. Історія в документах (1950—2016).
- Том 53. УПА в світлі словацьких та чеських документів (1945—1948). Книга 2: Рейд УПА у Західну Європу (1947): чехословацький шлях.

### Друга (Нова) серія
Друга (Нова) серія (київська) (започаткована 1995 року у співпраці з Інститутом української археографії та джерелознавства Національної Академії Наук України, Державним комітетом архівів України та Центральним державним архівом громадських об'єднань (ЦДАГО) України) нараховує 29 опублікованих томів, інші перебувають на різних стадіях підготовки. До неї ввійшли документи з архівів України. Серед них є як підпільні, так і радянські документи.
- Том 1. Видання Головного Командування УПА
- Том 2. Волинь i Полісся: УПА та запілля. 1943—1944. Документи i матеріали
- Том 3. Боротьба проти УПА i націоналістичного підпілля: директивні документи ЦК Компартії України. 1943—1959
- Том 4. Боротьба проти УПА i націоналістичного підпілля: інформаційні документи ЦК КП(б)У, обкомів партії, НКВС-МВС, МДБ-КДБ. Книга перша: 1943—1945
- Том 5. Боротьба проти УПА i націоналістичного підпілля: інформаційні документи ЦК КП(б)У, обкомів партії, НКВС-МВС, МДБ-КДБ. Книга друга: 1946—1947
- Том 6. Боротьба проти УПА i націоналістичного підпілля: інформаційні документи ЦК КП(б)У, обкомів партії, НКВС-МВС, МДБ-КДБ. Книга третя: 1948
- Том 7. Боротьба проти УПА i націоналістичного підпілля: інформаційні документи ЦК КП(б)У, обкомів партії, НКВС-МВС, МДБ-КДБ. Книга четверта: 1949—1959
- Том 8. Волинь, Полісся, Поділля: УПА та запілля 1944—1946. Документи і матеріали
- Том 9. Боротьба проти повстанського руху і націоналістичного підпілля: протоколи допитів заарештованих радянськими органами державної безпеки керівників ОУН і УПА. 1944—1945
- Том 10. Життя і боротьба генерала «Тараса Чупринки» (1907—1950). Документи і матеріали
- Том 11. Мережа ОУН(б) і запілля УПА на території ВО «Заграва», «Турів», «Богун» (серпень 1942 — грудень 1943 рр.)
- Том 12. Воєнна округа УПА «Буг»: Документи і матеріали. 1943—1952. Книга 1
- Том 13. Воєнна округа УПА «Буг»: Документи і матеріали. 1943—1952. Книга 2
- Том 14. УПА і запілля на ПЗУЗ. 1943—1945. Нові документи.
- Том 15. Боротьба проти повстанського руху і націоналістичного підпілля: протоколи допитів заарештованих радянськими органами державної безпеки керівників ОУН і УПА. 1945—1954. Книга 2
- Том 16. Волинь і Полісся у невідомій епістолярній спадщині ОУН і УПА. 1944—1954 рр.
- Том 17. ОСИП ДЯКІВ-«ГОРНОВИЙ». Документи і матеріали
- Том 18. Діяльність ОУН та УПА на території Центрально-Східної та Південної України
- Том 19. Підпілля ОУН на Буковині: 1943—1951. Документи і матеріали
- Том 20. ВОЄННА ОКРУГА УПА «Лисоня» 1943—1952 Документи і матеріали
- Том 21. Ярослав Старух: Документи і матеріали
- Том 22. Станіславівська округа ОУН: Документи і матеріали. 1945—1951
- Том 23. Золочівська округа ОУН: Документи і матеріали референтури СБ. (1945—1951). Книга 1
- Том 24. Золочівська округа ОУН: Організаційні документи (1941—1952). Книга 2
- Том 25. Коломийська округа ОУН: Документи і матеріали (1945—1952)
- Том 26. Коломийська округа ОУН: Документи і матеріали референтури СБ (1954—1950)
- Том 27. Боротьба проти повстанського руху і націоналістичного підпілля: протоколи допитів заарештованих радянськими органами державної безпеки керівників ОУН і УПА. 1949—1956. Книга 3
- Том 28. Станіславівська округа ОУН: Документи і матеріали референтури СБ 1945—1951. Книга 1
- Том 29. Станиславівська округа ОУН: документи і матеріали референтури СБ. 1945—1951. Книга 2
- Том 30. Трагедія Буковини: радянські примусові виселення населення в 1940—1953 рр.
- Том 31. Калуська округа ОУН: документи і матеріали референтури СБ, 1945—1951

### Третя серія «Бібліотека»
Третя серія «Бібліотека» (заснована у 2000 р.) подає спогади і аналітичні розвідки. У цій серії станом на 2022 рік вийшло 16 томів
- Том 1. Спогади про пережите
- Том 2. Рейди УПА теренами Чехословаччини
- Том 3. А рани не гоїлися. Спомини
- Том 4. Спогади вояків УПА та учасників збройного підпілля з Львівщини та Любачівщини
- Том 5. Пошуківець-реєстр осіб, пов'язаних з визвольною боротьбою на теренах Львівщини (без Дрогобиччини) 1944—1947 (за архівними документами)
- Том 6. ДОВІДНИК ПОШУКІВЕЦЬ. Реєстр осіб, пов'язаних з визвольною боротьбою на теренах Дрогобиччини 1939—1950 (за архівними документами)
- Том 7. Діяльність ОУН(б) і Запілля УПА на Волині й південному Поліссі (1941—1944 рр.)
- Том 8. «Нам сонце всміхалось крізь ржавії ґрати…» Катерина Зарицька в українському національно-визвольному русі
- Том 9. З Україною у серці. Спомини
- Том 10. Життя і творчість Ніла Хасевича
- Том 11. МОЛОДІЖНІ ОРГАНІЗАЦІЇ ОУН (1939—1955 рр.)
- Том 12. Між війною та миром: відносини між ОУН і УПА та збройними силами Угорщини (1939—1945)
- Том 13. Український визвольний рух у постатях керівників. Волинська та Брестська області (1930—1955)
- Том 14. ОУН на території Запорізької області. 1940—1945. Документи і матеріали.
- Том 15. Боротьба радянських органів державної безпеки з українським націоналістичним рухом на Запоріжжі (другa половина 1945—1949 роки): Збірник документів / Упорядник Юрій Щур.
- Том 16. Марчук І. Отаман «Тарас Бульба»: між міфом і реальністю: монографія.
- Том 17. Теодор Гайдук — «Беркут». Повстанські дні. Спомини (1945—1948)

### Четверта серія «Події і Люди»
Для популяризації визвольної боротьби започатковано четверту серію «Події і Люди», в якій, станом на лютий 2023 р. опубліковано 41 книга
- Книга 1. Нескорений командир
- Кн. 2. Кирило Осьмак — нескорений Президент УГВР
- Кн. 3. Степан Бандера — життя, присвячене свободі
- Кн. 4/1. Моя дорога. Частина 1
- Кн. 4/2. Моя дорога. Частина 2
- Кн. 4/3. Моя дорога. Частина 3
- Кн. 5. «Грім». Полковник УПА Микола Твердохліб. Спогади і матеріали
- Кн. 6. Петро Федун — «Полтава» — провідний ідеолог ОУН та УПА
- Кн. 7. Українська Головна Визвольна Рада
- Кн. 8. Квітка в червоному пеклі: життєвий шлях Людмили Фої
- Кн. 9. Життя та доля Михайла Дяченка — «Марка Боєслава»
- Кн. 10. Життєвий шлях Галини Голояд — «Марти Гай»
- Кн. 11. Портрет Осипа Дяківа-«Горнового»
- Кн. 12. Зиновій Тершаковець «Федір»
- Кн. 13. ЗАПИСКИ ПОВСТАНЦЯ
- Кн. 14. ЯРОСЛАВ БОГДАН — «ВСЕВОЛОД РАМЗЕНКО»
- Кн. 15. Шлях боротьби Василя Сенчака-«Ворона»
- Кн.м 16. БРАТИ БУСЛИ. ЖИТТЯ ЗА УКРАЇНУ
- Кн. 17. Світло душі родини Левицьких
- Кн. 18. Ростислав Волошин
- Кн. 19. Микола Кричун «Черемшина»
- Кн. 20. ПІДПІЛЬНІ ДРУКАРНІ ОУН ТА ЇХ ЛІКВІДАЦІЯ КАРАЛЬНИМИ ОРГАНАМИ СРСР в 1944—1954 рр.
- Кн. 21. Провід ОУН Карпатського Краю
- Кн. 22. ОЛЕГ ШТУЛЬ У БОРОТЬБІ ЗА УКРАЇНУ
- Кн. 23. Уляна Крюченко — «Оксана»
- Кн. 24. Омелян Польовий — «Остап»
- Кн. 25. Василь Кантемір-«Остап»
- Кн. 26. НАРИС ЖИТТЯ ДАРІЇ РЕБЕТ — «ОРЛЯН»
- Кн. 27. Командири відділів ТВ 22 УПА «Чорний Ліс»
- Кн. 28. Пропагандивний рейд УПА в Західну Європу
- Кн. 29. Українські повстанці в документах радянських молдавських партизанських з'єднань
- Кн. 30. Спогади радиста УПА
- Кн. 31. Курінний УПА Степан Трофимчук-«Недоля»
- Кн. 32. Життя і боротьба Іларіона Курила-«Кримчака»
- Кн. 33. Спогади повстанця з Любачівщини
- Кн. 34. ОУН на СУЗ в 1943—1945 рр.
- Кн. 35. Молодіжна «Група українських підпільників». Гуляйполе — Запоріжжя 1947—1949.
- Кн. 36. Лев Футала — «Лагідний». Денники: 7 липня 1946 р. — 28 жовтня 1947 р.
- Кн. 37. Ярослав Кіцюк-«Щербатий». «Ми просто йшли…»
- Кн. 38. Михайло Ковальчин — «Бурий». До останнього подиху в боротьбі за волю України
- Кн. 39. Сергій Волянюк. Над Збручем: Кам'янець-Подільська група УПА на Тернопільщині (друга половина 1944 р.)
- Кн. 40. Ігор Марчук. Битва під Гурбами.
- Кн. 41. Андрій Мацьків. Для тебе живемо, Україно: повстанці Печеніжинського куща в «Яворівському фотоархіві УПА»
- Кн. 42. Кулеметник УПА Дмитро Басараб — «Гринь»

### Видання
Окрім паперової версії, усі томи виходять на дисках у вигляді електронних книг. Додатково видавництво «Літопис УПА» було співвидавцем 1-го тому «Повстанські Могили» разом з Українським Архівом (Варшава, Польща) та ілюстрованого видання «Листівки УПА» спільно з видавництвом «Дуліби» (Київ, Україна). Додатково, щорічно від 2004 р., Літопис УПА видає ілюстровані настінні календарі, присвячені УПА та збройному підпіллю ОУН, а в 2009 році у 100-ліття з дня народження Степана Бандери вийшло ще одне спеціяльне ювілейне видання.
2012 року побачив світ Каталог 100 томів (1973—2012) Літопису УПА.
Багато уваги у виданнях «Літопису УПА» приділено Волині, де 1942 року зародилася УПА, а також Закерзонню, Поділлю, Карпатському регіону.

## Значення
Видавництво «Літопис УПА» встигло за свою історію зробити чимало. Зібрано багато документів і матеріалів, які становлять інтерес як для дослідників, так і для ширшого кола читачів. Вартість проекту чимала, але всі гроші надійшли від Української Громади у формі фундацій та пожертв. Колектив «Літопису УПА» працює безкоштовно на громадських засадах і оплачує тільки друкарські роботи. Цей факт допомагає зрозуміти, чому жменці колишніх вояків УПА вдається забезпечити постійний ріст Видавництва й продовження цієї важливої праці.
Найбільшими Добродіями — Фундаторами видавництва «Літопис УПА» стали: Музейна Фундація ім. Романа Дубиняка (Англія), Макар Володимир (Канада), Беш Теодор (Канада) та Галаган Борис — «Ярко» (США).
За роки існування Видавництва головами були Ріпецький Модест, Футала Лев, Котляр Юліян та Лущак Мирон-Михайло. Відповідальними редакторами — Євген Штендера та Петро Й. Потічний, головними адміністраторами — Михайло Федак та Микола Кулик. На даний час (2020) — Головою видавництва є Ковалик Богдан, головним редактором — Романюк Михайло, а його заступником — Сова Андрій. Адміністраторами є: в Канаді — Кулик Роман, в США — Брожина Зеня, в Україні — Гомзяк Ігор.

## Критика
Жорсткій критиці «Літопис УПА» був підданий новим поколінням американських істориків, які отримали доступ до радянських і польських архівів. Наприклад, Пер Андерс Рудлінг звинуватив редакцію «Літопису» в тенденційному підборі матеріалу, який виключав практично всю інформацію щодо проблем антисемітизму, колабораціонізму та Волинської трагедії, при цьому Рудлінг повторював тези нацистської і кремлівської пропаганди та повністю ігнорував дослідження сучасних українських істориків.